# Margaretha Schwab-Plüss
Margaretha Schwab-Plüss (auch: Margarethe Schwab-Plüss, Margrit Schwab-Plüss; * 22. August 1881 als Margaretha Plüss in Mülhausen, Elsass; † 11. September 1967 in Sissach, Baselland) war eine Schweizer Schriftstellerin.

## Leben
Margaretha Schwab-Plüss war die Tochter eines Schweizer Apothekers. Sie wuchs im Kanton Basel-Landschaft auf. Nachdem sie in Basel ein Diplom als Lehrerin erworben hatte, studierte sie Germanistik und Kunstgeschichte an den Universitäten Basel und Bern. 1908 promovierte sie an der Universität Bern mit einer Arbeit über den Schriftsteller Heinrich Leuthold. Im gleichen Jahr heiratete sie den Arzt Theodor Schwab und lebte von nun an als freie Schriftstellerin in Sissach. Neben ihrer schriftstellerischen Tätigkeit war sie auch Mitarbeiterin der Basler Nachrichten.
Margaretha Schwab-Plüss war Verfasserin von Romanen, Erzählungen, Kinderbüchern und Gedichten; sie schrieb sowohl hochdeutsch als auch in baseldeutscher Mundart.

## Werke
- Leutholds Lyrik und ihre Vorbilder, Bern 1908 (unter dem Namen Margaretha Plüss)
- Luschtigs und Truurigs, Bern 1908 (unter dem Namen Margaretha Plüss)
- Bei den Kleinen, Liestal 1918
- Aus einem Welschlandtagebuch, Zürich 1920
- Jugendland, Bern 1922
- Zum Baselstab, Basel 1923
- Baselbieter-Lüt, Zürich 1925 (zusammen mit Elisabeth Thommen und Traugott Meyer)
- Liebi Fründ us Hof und Stall, Basel 1927
- Deheim und Dusse, Liestal 1928
- Menschen ohne Heimat, Basel 1933
- Die Brüder, Basel 1942
- Die gute Tat, Basel 1942
- Ursli, der Autinarr, Basel 1943
- Hansi, der kleine Hirte, Stuttgart 1952
- Die vier Schwestern von Villata, Basel 1952
- Die Vergebung, Bern 1955
- Angelo sucht sich eine Stelle, Stuttgart 1956
- Joggeli, Basel 1956
- Martins Opfer, Basel 1956
- Von San Francisco in die Rofflaschlucht. Die Jugendjahre des Andreas Pitschen, herausgegeben von Silvio Pitschen und Markus B. Christ, Sissach 2022, 232 Seiten